# 산당화
산당화(山棠花, 문화어: 명자나무)는 장미과에 속하며 겨울에 잎이 지는 떨기나무이다. 한국·중국 원산으로 학명은 Chaenomeles speciosa이다. 명자꽃, 당명자나무라고도 부른다.

## 생태
공원이나 정원에 관상수로 많이 심는다. 다 자라도 2m를 넘지 않는다. 잎은 길이 4~8cm, 너비 1.5~5cm 정도로 어긋나고 타원 모양이다. 끝이 뾰족하고 가장자리에 날카로운 톱니가 있다. 어린 가지가 가시로 변해 잎과 턱잎 아래에 나기도 한다. 4~5월에 붉은색 꽃이 짧은 가지에 달려 핀다. 분홍색·흰색 꽃 등, 여러 품종이 개발되어 있다. 8월에 타원 모양의 이과가 달리는데, 크기가 작은 것은 달걀 정도에서 큰 것은 어른 주먹 정도로 나무 크기에 비해 크며, 노란색으로 익는다. 모과와 비슷하며 과실주를 담는다.

## 사진

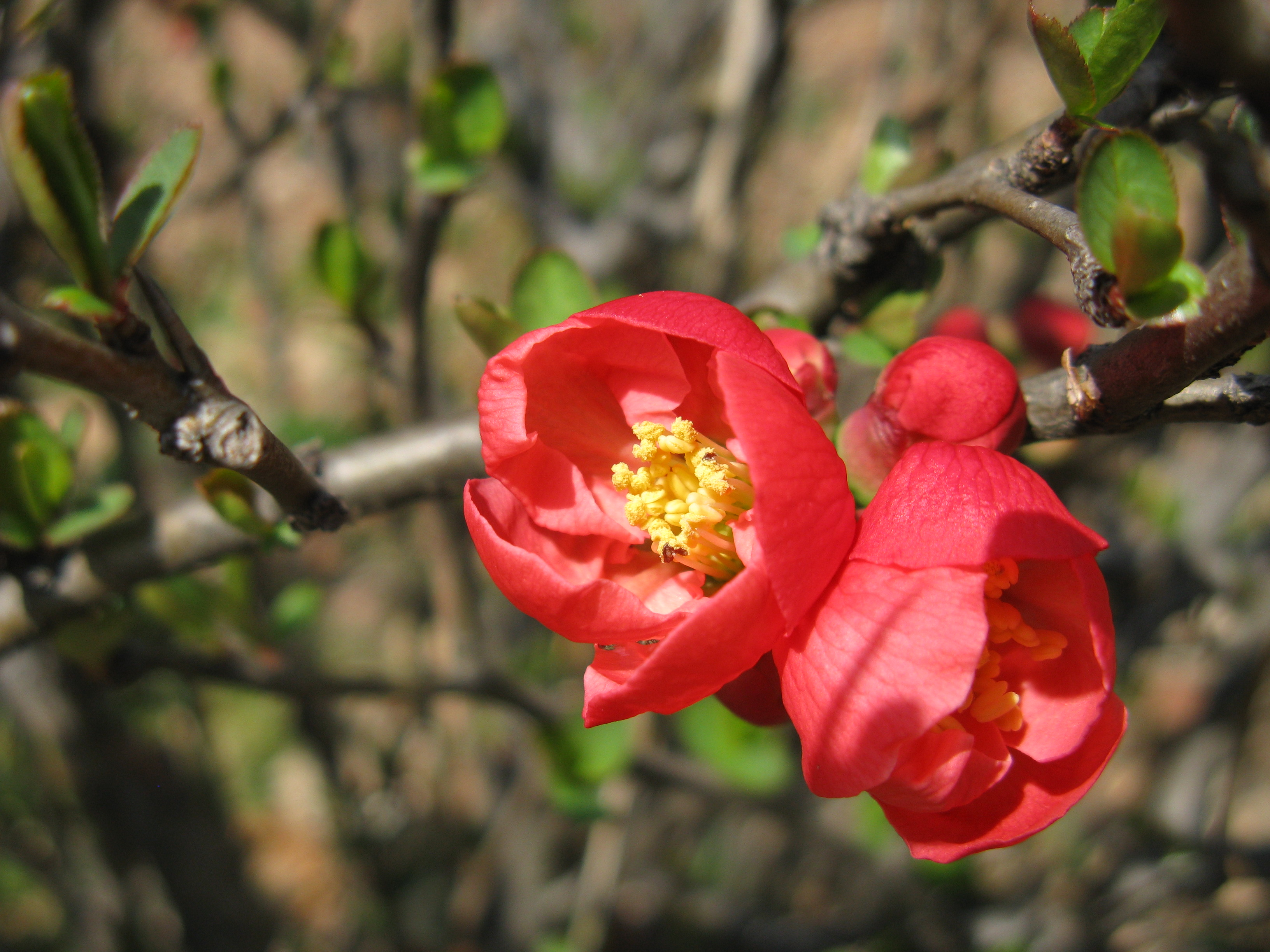
꽃
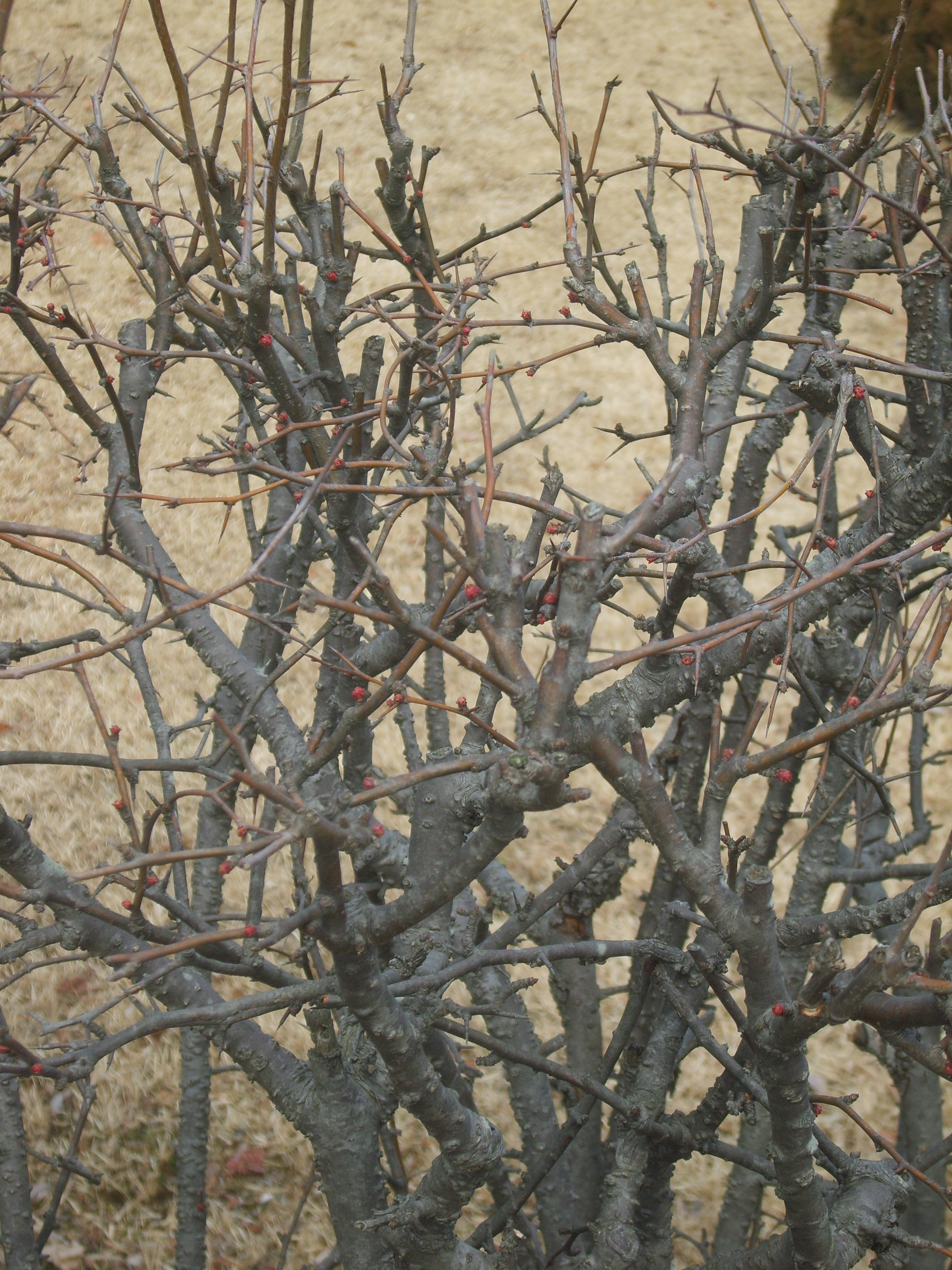
겨울눈을 달고 있는 모습
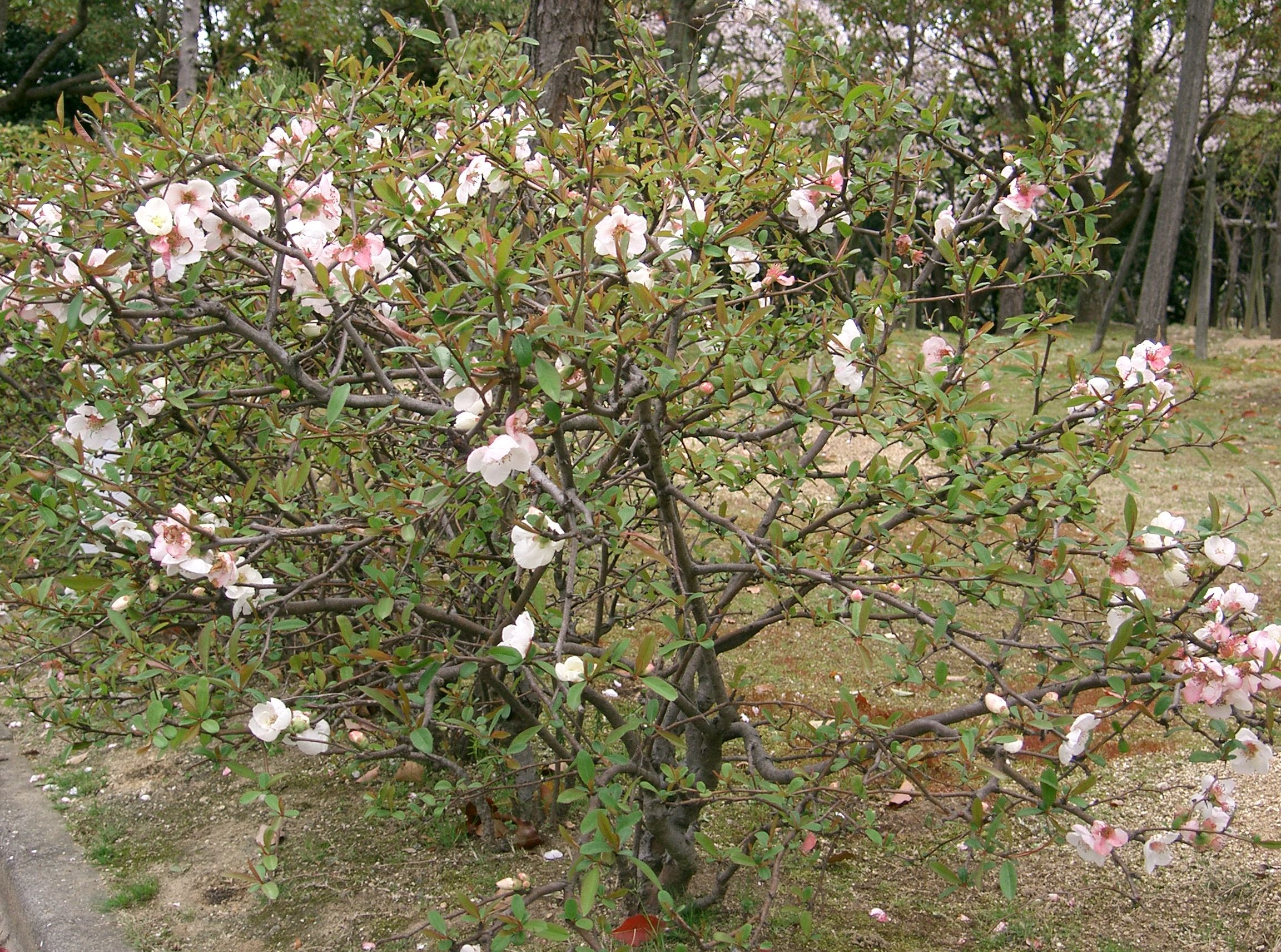
흰산당화
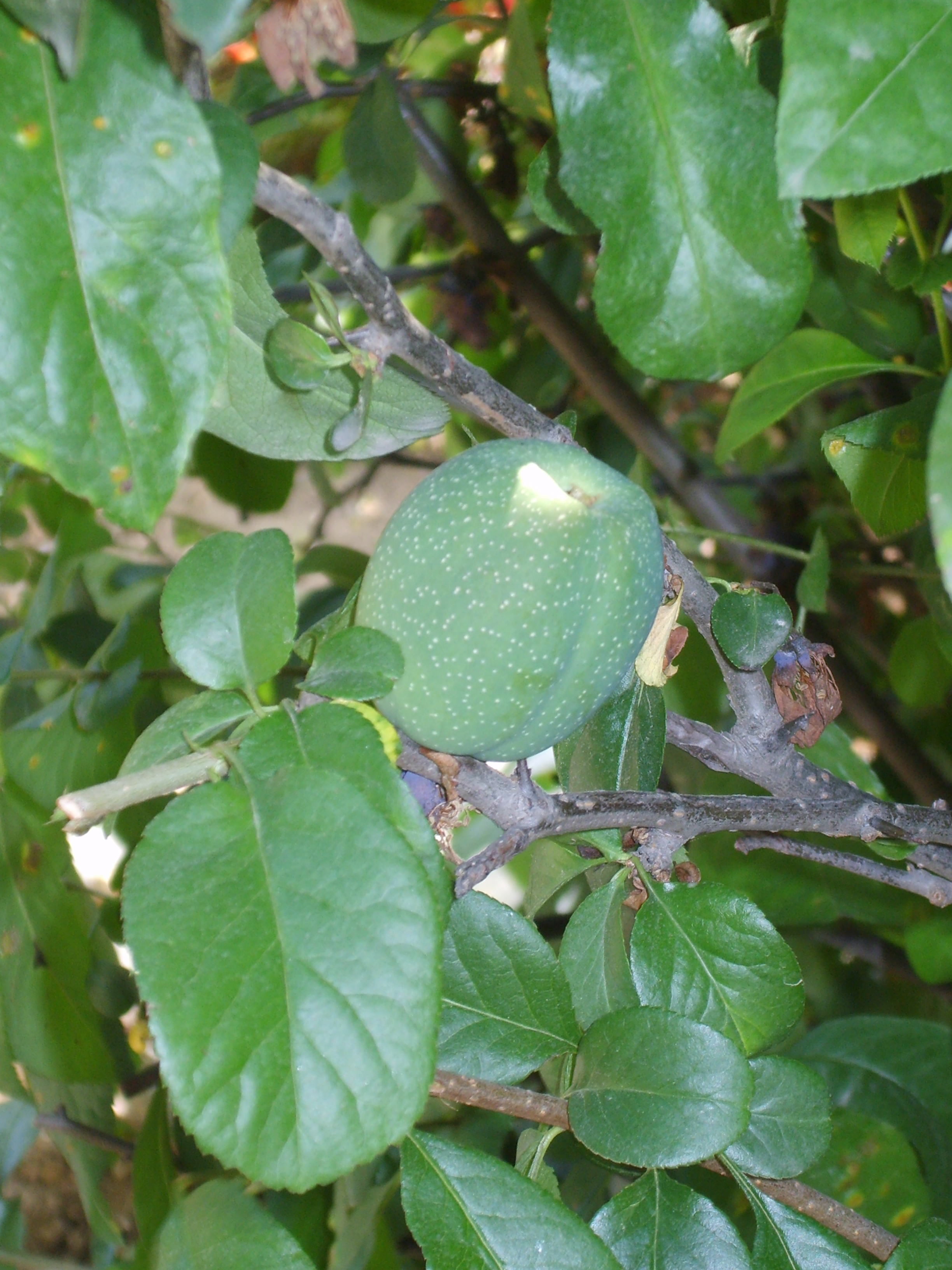
잎과 열매
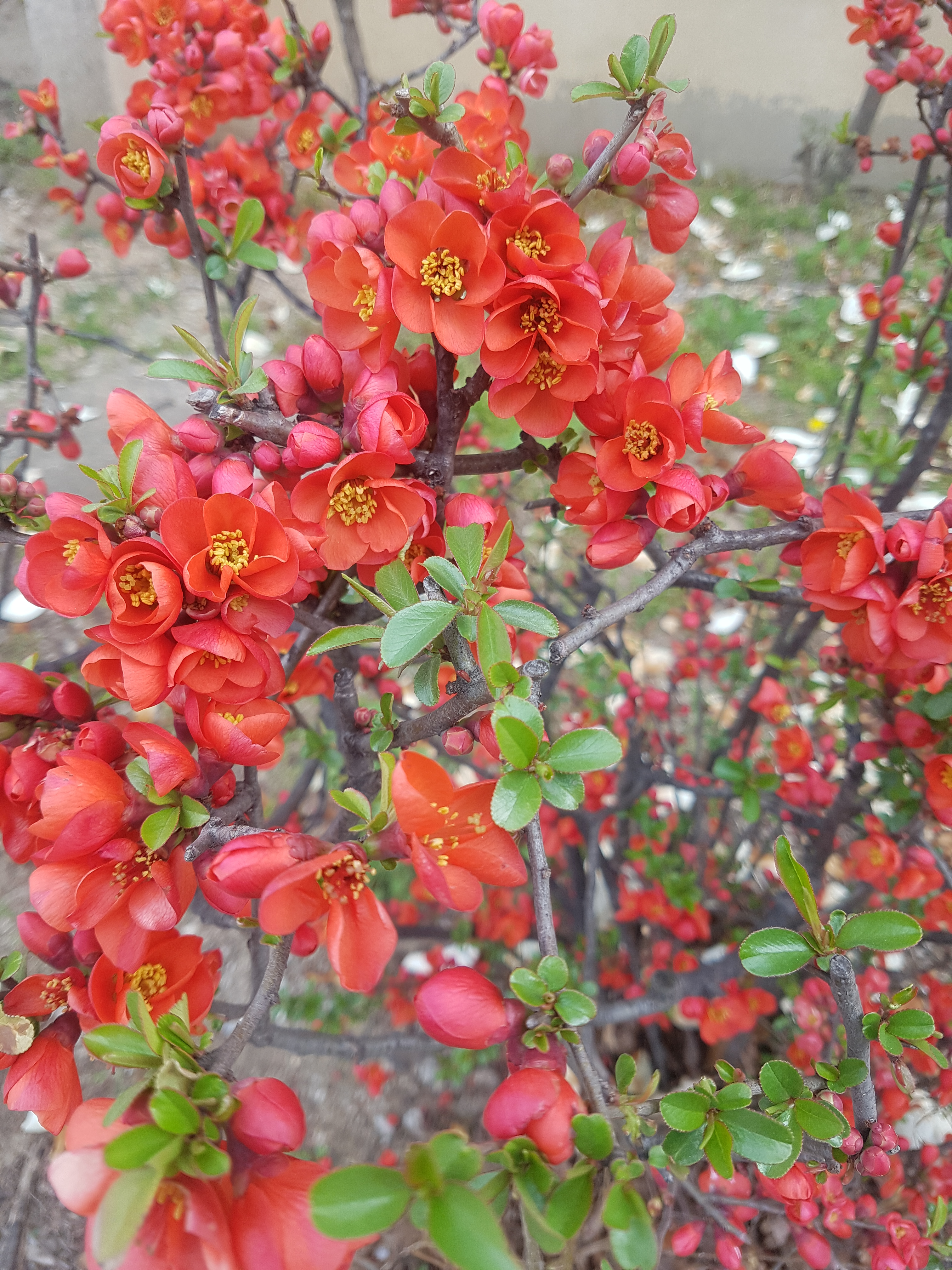
수목형태

## 비슷한 나무
- 풀명자(Chaenomeles japonica (Thunb.) Lindl. ex Spach) - 애기명자나무라고도 부른다. 일본 원산으로 열매가 산당화에 비해 작다.

## 같이 보기
- 파파야

## 참고 문헌
- 김용식; 송근준; 안영희; 오구균; 이경재; 이유미 (2000). 《조경수목 핸드북》. 광일문화사. ISBN 89-85243-25-X.
- 윤주복 (2004). 《나무 쉽게 찾기》. 진선출판사. ISBN 978-89-7221-414-4.
- 박상진 (2001). 《궁궐의 우리 나무》. 눌와. ISBN 89-950852-6-6.